# Penaoola algida
Espèce
Penaoola algida est une espèce d'araignées aranéomorphes de la famille des Desidae.

## Distribution
Cette espèce est endémique d'Australie-Méridionale. Elle se rencontre dans la forêt de Penola.

## Description
La carapace de la femelle holotype mesure 3,6 mm de long sur 2,4 mm de large et l'abdomen 3,5 mm de long sur 2,2 mm de large.

## Publication originale
- Davies, 1998 : A revision of the Australian metaltellines (Araneae: Amaurobioidea: Amphinectidae: Metaltellinae). Invertebrate Taxonomy, vol. 12, no 2, p. 211-243.